# Jürgen Prutsch
Jürgen Prutsch, född 22 september 1989, är en österrikisk före detta fotbollsspelare.

## Karriär
Jürgen Prutschs fotbollskarriär inleddes som ungdomsspelare i SV Feldkirchen och senare i Grazer AK. Han debuterade för Grazer AK i Österrikes Bundesliga 13 maj 2007, men spelade större delen av säsongen med klubbens b-lag. På grund av Grazer AKs ekonomiska problem släpptes Prutsch till lokalrivalen Sturm Graz. 
Prutsch spelade den kommande säsongen i Sturm Graz, men gjorde bara en match för a-laget, resten av tiden tillbringades med klubbens b-lag.
I juli 2009 lånades Prutsch ut till Altach i andra ligan och svarade där för 16 framträdanden under hösten.
23 januari köpte italienska klubben Livorno Prutsch för ca 300.000 euro. Han fick debutera 24 mars i förlustmatchen mot Inter.
Efter att ha fått agera reserv under hela sin tid i Livorno lånades Prutsch i januari 2013 ut till Barletta. Under sommaren 2013 gjordes övergången till Barletta permanent. Redan i december samma år bröts dock kontraktet
14 januari 2014 skrev Prutsch istället på för österrikiska ESV Parndorf. Han spelade med klubben under våren och lämnade 1 juli för TSV Hartberg.

### Landslag
Prutsch har representerat Österrike på de flesta ungdomsnivåer.